# Marcos Aurelio Di Paulo
Marcos Aurelio Di Paulo, né le 27 septembre 1920 à Buenos Aires (Argentine) et mort le 28 septembre 1996, est un footballeur argentin qui jouait au poste d'attaquant.

## Carrière
Il commence à jouer en Argentine avec le Chacarita Juniors puis avec Vélez Sarsfield.
Il part ensuite au Mexique jouer avec Club León entre 1945 et 1948, période durant laquelle il marque 91 buts devenant ainsi le deuxième meilleur buteur de l'histoire de ce club. Il joue un rôle décisif dans le titre de champion du Mexique obtenu lors de la saison 1947-1948.
En 1948, à la suite de ses bonnes performances au Mexique, Marcos Aurelio Di Paulo est recruté par le FC Barcelone. Il reste à Barcelone jusqu'en 1951. Il débute en championnat d'Espagne le 11 février 1949 contre le Celta de Vigo (victoire 3 à 1 du Barça). Le 22 octobre 1950, Marcos Aurelio inscrit contre l'UE Lleida le 1000e but du FC Barcelone en championnat.
Avec le FC Barcelone, il dispute un total de 56 matchs de championnat (18 buts), remporte le championnat lors de la saison 1948-1949, la Coupe latine en 1949 et la Coupe d'Espagne en 1951.